# الهيئة الملكية الأردنية للأفلام
الهيئة الملكية الأردنية للأفلام هي مؤسسة أردنية حكومية، تأسست عام 2003  بهدف تطوير صناعة الأفلام الأردنية للتنافس عالمياً.وتمّ تأسيسها وفقاً لقانون رقم 27 الصادر عام 2003. يدير الهيئة مجلس المفوّضين برئاسة الأمير علي بن الحسين. خلال الاعوام 2003 -2023 قامت الهيئة بإنتاج 31 فلم أردني و6 مع شركاء من دول أخرى، وتسهيل إنتاج 112 فلم أجنبي و29 مسلسل عالمي تم تصويرها في الأردن، عمل فيها صناع أفلام أردنيون مع فنانين وتقنيين عالميين.

## مجلس المفوضين
يرأس الأمير علي بن الحسين مجلس المفوضين، ويضم المجلس في عضويته:
- الأميرة ريم علي
- مكرم القيسي
- مصطفى الحياري
- بشار أبو رمان
- راضي الخص
- يسار درة
- رجا غرغور، ورئيس استوديوهات الأردن أوليفوود[3]
- بسام أدهم حجاوي
- إدوينا عيسى
- ماري نزال البطاينة

## النشاطات
تقدم الهيئة الدعم لإنتاج الأفلام والمسلسلات التلفزيونية في الأردن وتدريب الناشئة وصانعي الأفلام والمهنيين، من الأردن والمنطقة، في جميع مجالات السينما والإنتاج التلفزيوني، كما وتساهم في التبادل الثقافي وتعزيز حرية التعبير، وخلق برامج تعليمية للأردنيين العاملين أو الراغبين في العمل في مجال صناعة الأفلام. كذلك ترويج وتعزيز ثقافة الأفلام في الأردن وبالتالي المساهمة في تثقيف ورعاية وتنمية الفكر الناقد، بحيث يأخذ الأردن موضعه كمركز للإنتاج المرئي - المسموع عالميا، وذلك من خلال توفير مواقع رائعة وموارد إبداعية، بالإضافة إلى المساعدات التقنية والحوافز المالية.

## استوديوهات أوليفوود
في سبتمبر 2023 تم افتتاح استوديوهات الأردن - أوليفوود، وهو مجمع استديوهات متخصص لصناعة الأفلام على مساحة كلية تبلغ 47 دونما في منطقة المقابلين. يتضمن المبنى استوديوهين، ومشغل متخصص بالأعمال الحرفية الخاصة بديكورات الأفلام مثل النجارة والحدادة والدهان، ومكاتب إدارية، ومرافق ومكاتب مساندة. والهدف منها تحسين كفاءة الإنتاج، وتقليل تأثير الظروف الخارجية والجوية غير المتوقعة في عمليات الإنتاج.

## الدورات التدريبية
تقدم الهيئة برامج وورش تدريبية على مدار السنة، من أجل بناء صناعة أفلام حديثة ورائدة ذات مستوى عالمي في الأردن، بحيث يتمكن جميع صانعي الأفلام في الشرق الأوسط إنتاج أفلام بحرية جنباً إلى جنب أكثر فناني العالم موهبة.